# Intersport Cup 2019
Intersport Cup 2019 var den 19. udgave af Norges håndboldforbunds firenationersturnering og afholdtes fra den 26. – 29. september 2019 i DNB Arena i Stavanger i Norge. Turneringen havde deltagelse af Japan, Argentina, Brasilien og værtsnationen Norge. Norge vandt turneringen for fjerde gange i træk og trettende gang i alt.
Turneringen havde ændret navn til Intersport Cup, efter 18 år med sponsornavnet Møbelringen Cup.

## Resultater
| Dato          | Hold 1    | Hold 2    | Resultat |
| ------------- | --------- | --------- | -------- |
| 26.09         | Norge     | Argentina | 37-23    |
| 26.09         | Brasilien | Japan     | 26-26    |
| 27.09         | Norge     | Brasilien | 29-24    |
| 27.09         | Japan     | Argentina | 27-18    |
| 29.09         | Argentina | Brasilien | 20-27    |
| 29.09         | Japan     | Norge     | 22-28    |
| Kilde (norsk) |           |           |          |

| Hold          | Kampe | Mål   | Point |
| ------------- | ----- | ----- | ----- |
| Norge         | 3     | 94-69 | 6     |
| Japan         | 3     | 75-72 | 4     |
| Brasilien     | 3     | 77-75 | 2     |
| Argentina     | 3     | 61-91 | 0     |
| Kilde (norsk) |       |       |       |